# Tokyo Twilight Ghost Hunters
Tokyo Twilight Ghost Hunters, i Japan känt som Mato Kurenai Yuugekitai (魔都紅色幽撃隊?), är ett datorspel i genrerna äventyr, visuell roman och rollspel, som utvecklades av Toybox Inc. och gavs ut av Arc System Works till Playstation 3 och Playstation Vita den 10 april 2014 i Japan. Det gavs även ut på engelska av Aksys Games i Nordamerika den 10 mars 2015, och av NIS America i Europa den 13 mars 2015.

## Gameplay
Gameplayen involverar å ena sidan äventyrsspels- och visuell roman-element, men också datorrollspelssekvenser som är inspirerade av brädspel.